# Antrakt (film)
Antrakt (fr. Entr’acte) – francuski film krótkometrażowy z 1924 roku w reżyserii René Claira. Zdjęcia kręcono w Paryżu. Premiera odbyła się w paryskim Théâtre des Champs Élysées w ramach baletu Relâche. Scenarzystą filmu był Francis Picabia, producentem – Rolf de Maré, a choreografię stworzył Jean Börlin. Muzykę do filmu skomponował Erik Satie.
Antrakt powstał z inicjatywy francuskich dadaistów. Liczący 20 minut film posługuje się innowacyjnymi jak na czasy powstania środkami wyrazu: spowolnionym tempem, cofaniem taśmy filmowej, żabią perspektywą. Gościnnie jako aktorzy wystąpili Francis Picabia, Erik Satie, Man Ray, Marcel Duchamp, Jean Börlin, Georges Auric oraz sam Clair. Premiera Antraktu odbyła się 4 grudnia 1924 roku, a dzieło Claira dzięki swojej prześmiewczej wizji świata zupełnie przyćmiło balet Relâche. Współcześnie Antrakt uchodzi za jeden z najbardziej chwalonych filmów eksperymentalnych Francji po I wojnie światowej.